# Eriocaulon pseudonepalense
Eriocaulon pseudonepalense är en gräsväxtart som beskrevs av Yoshisuke Satake. Eriocaulon pseudonepalense ingår i släktet Eriocaulon och familjen Eriocaulaceae.
Artens utbredningsområde är Thailand. Inga underarter finns listade i Catalogue of Life.